# سانت أنجيلو رومانو
سانت أنجلو رومانو؛ هي بلدة إيطالية في إقليم لاتيوم و مقاطعة من ضمن مقاطعات مدينة روما الحضرية. وتقع في شمال مدينة غويدونيا مونتيشيليو ( Guidonia Montecelio ) حيث تقع أقرب محطة قطار Trenitalia (حوالي 40 دقيقة بالقطار من روما ).

## المعالم السياحية الرئيسية
تتضمن المعالم السياحية في بلدة سانت أنجلو رومانو (Sant'Angelo Romano) قلعة أورسيني تشيسي ( Orsini-Cesi castle) حيث تقع في الجزء العلوي من البلدة القديمة، وتشمل القلعة متحفًا لعصور ما قبل التاريخ. الهيكل الرئيسي للقلعة هو قصر الأمير فيديريكو تشيسي مؤسس أكاديمية لينسيان ( Accademia dei Lincei ).